# Trie-sur-Baïse
Trie-sur-Baïse ist eine französische Gemeinde mit 993 Einwohnern (Stand: 1. Januar 2022) im Département Hautes-Pyrénées in der Region Nouvelle-Aquitaine. Sie gehört zum Arrondissement Tarbes und zum Kanton Les Coteaux. Die Bewohner nennen sich Triais.

## Geografie
Trie-sur-Baïse liegt auf dem nördlichen Plateau von Lannemezan, etwa 26 Kilometer ostnordöstlich von Tarbes am Fluss Baïse im Vorland der Pyrenäen. Umgeben wird Trie-sur-Baïse von den Nachbargemeinden Fontrailles im Norden, Sadournin im Osten, Puydarrieux im Südosten, Tournous-Darré im Süden, Vidou im Südwesten, Lalanne-Trie im Westen, Lapeyre im Westen und Nordwesten sowie Bernadets-Debat im Nordwesten.

## Geschichte
1325 wurde die Bastide von Trie gegründet.

## Bevölkerungsentwicklung
| Jahr                       | 1962 | 1968 | 1975 | 1982 | 1990 | 1999 | 2006 | 2013 | 2020 |
| Einwohner                  | 1150 | 1175 | 1096 | 1075 | 1011 | 1034 | 1093 | 1062 | 1001 |
| Quellen: Cassini und INSEE |      |      |      |      |      |      |      |      |      |

## Sehenswürdigkeiten

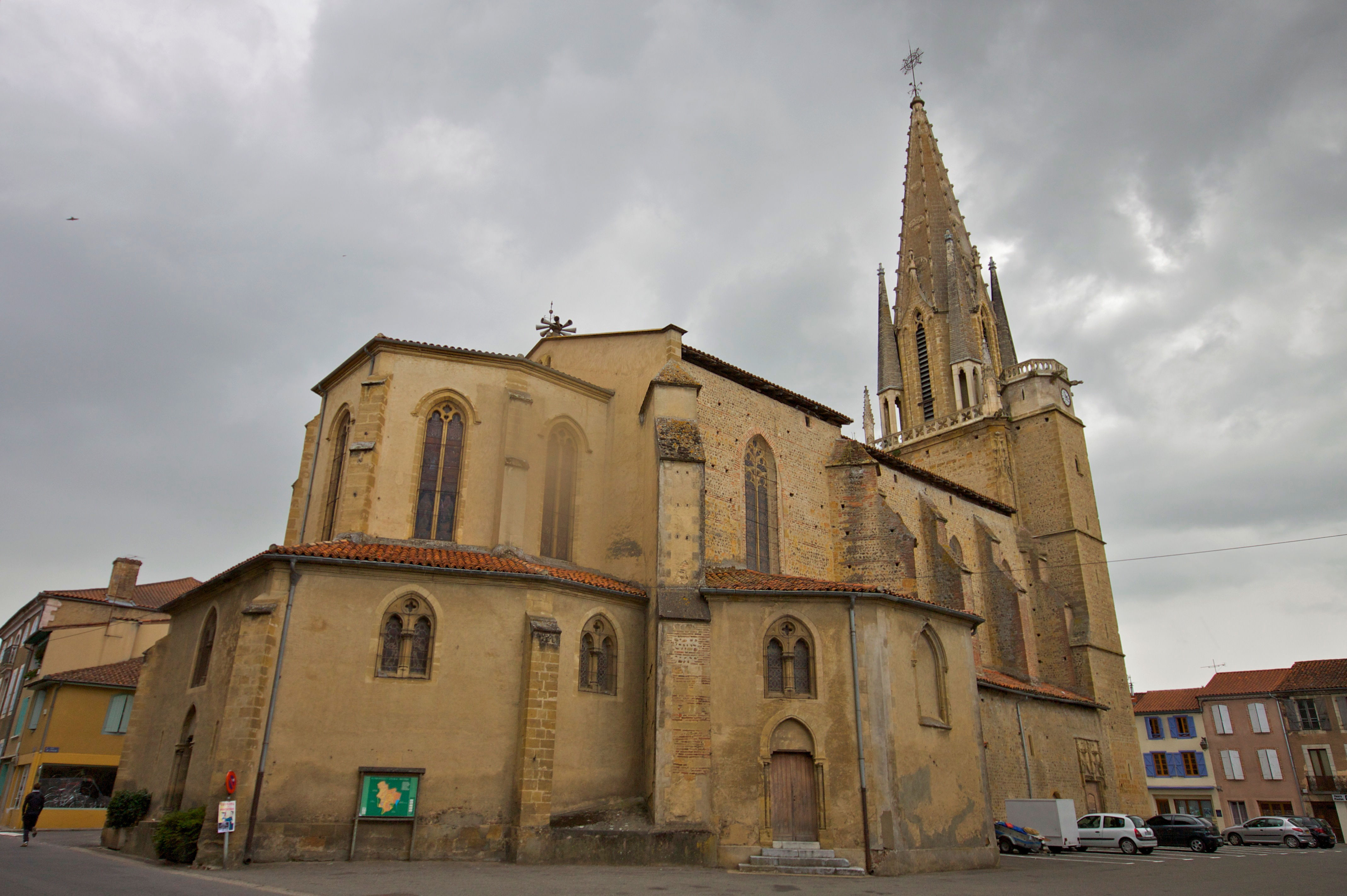
Kirche Notre-Dame-des-Neiges
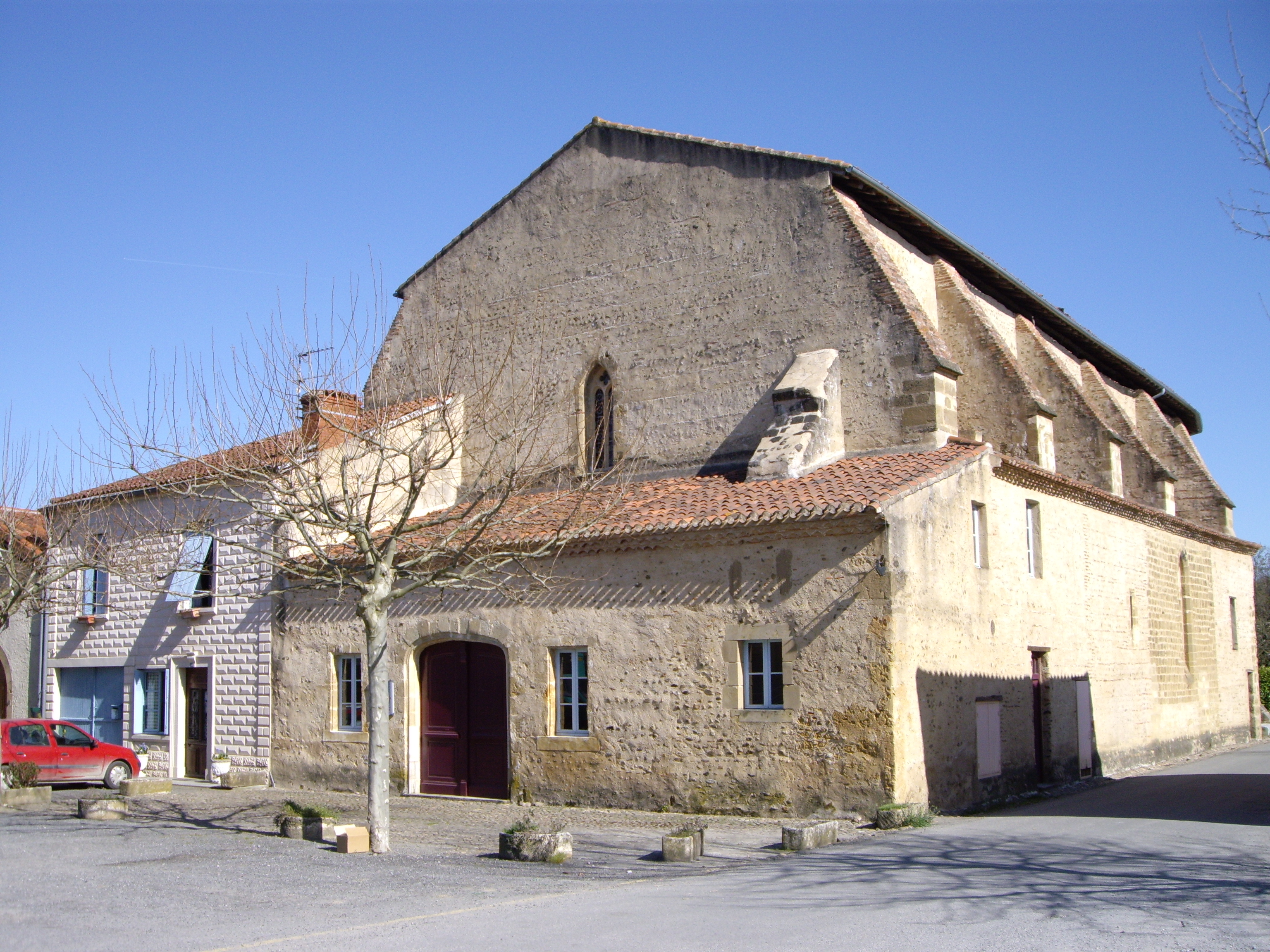
Ehemaliges Karmelitenkloster
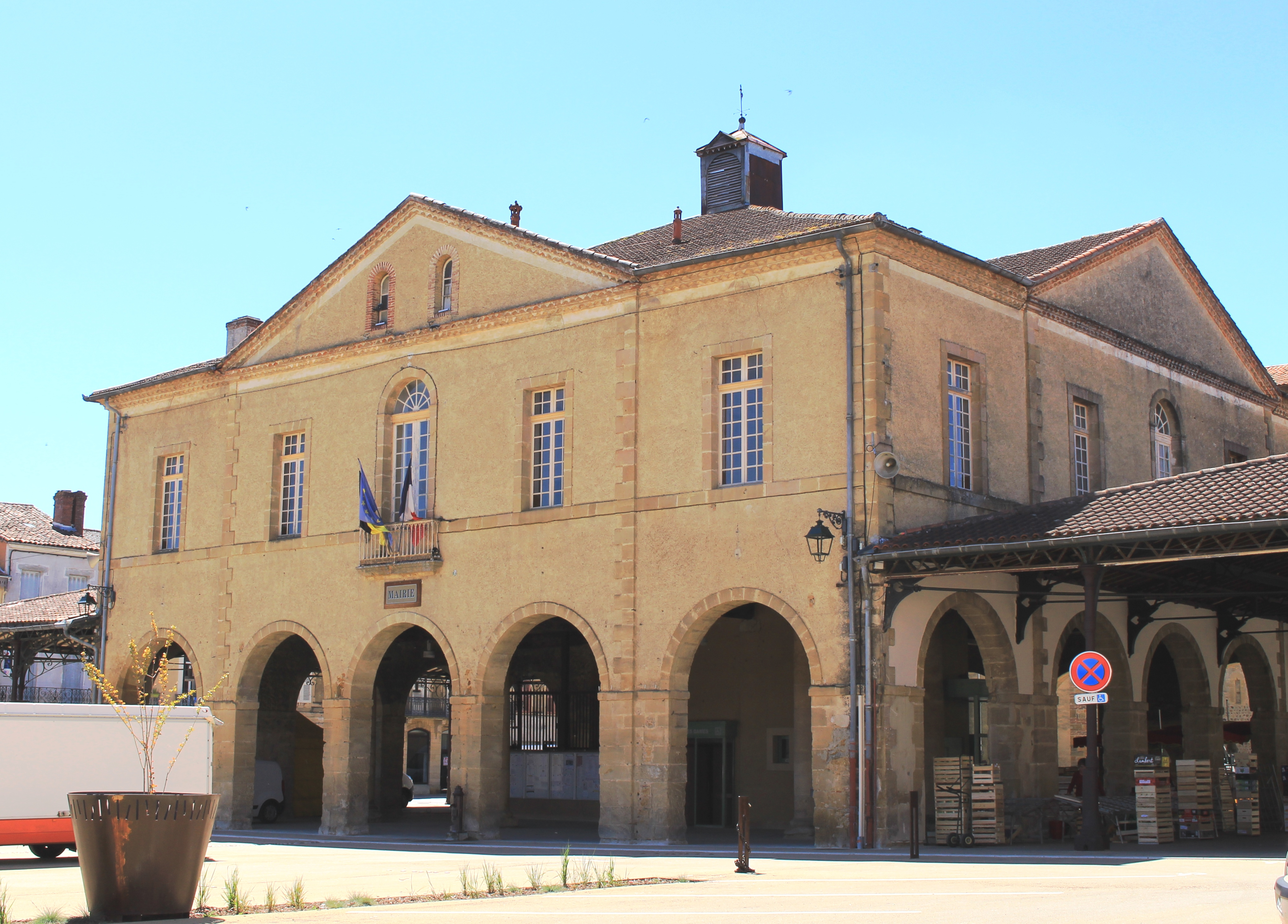
Rathaus (mairie)

- Kloster der Karmeliten
- Wasserturm

- Kirche Notre-Dame-des-Neiges
- Ehemaliges Karmelitenkloster
- Rathaus (mairie)